# Bletilla chartacea
Bletilla chartacea là một loài thực vật có hoa trong họ Lan. Loài này được (King & Pantl.) Tang & F.T.Wang mô tả khoa học đầu tiên năm 1951.